# Mikhail Karjukov
Mikhail Karjukov (russisk: Михаи́л Фёдорович Карюко́в) (født 27. juli 1905 i Odessa i det Russiske Kejserrige, død 2. december 1992 i Kyiv i Ukraine) var en sovjetisk filminstruktør og manuskriptforfatter.

## Filmografi
- Nebo zovjot (Небо зовёт, 1959)[1][2]